# NGC 1040/1
NGC 1040/1 је лентикуларна галаксија у сазвежђу Персеј која се налази на NGC листи објеката дубоког неба.
Деклинација објекта је + 41° 30' 1" а ректасцензија 2h 43m 12,5s. Привидна величина (магнитуда) објекта NGC 1040 износи 12,9 а фотографска магнитуда 13,9. NGC 10401 је још познат и под ознакама NGC 1053-1, UGC 2187, MCG 7-6-60, CGCG 539-83, PGC 10298.